# 899年
| 千纪： | 1千纪                                                                                           |
| 世纪： | 8世纪 \| 9世纪 \| 10世纪                                                                        |
| 年代： | 860年代 \| 870年代 \| 880年代 \| 890年代 \| 900年代 \| 910年代 \| 920年代                       |
| 年份： | 894年 \| 895年 \| 896年 \| 897年 \| 898年 \| 899年 \| 900年 \| 901年 \| 902年 \| 903年 \| 904年 |
| 纪年： | 己未年（羊年）；唐光化二年；南诏中兴三年；日本昌泰二年                                          |

## 大事记
- 朱溫圍攻太原，部將葛從周從井陘關攻河東，攻破承天軍。
- 長者愛德華繼位盎格鲁-撒克逊的国王。

## 出生
- 馬希範，五代十國時期南楚國君主。

## 逝世
- 10月26日——阿佛列大帝，盎格鲁-撒克逊的国王。（849年出生）